# 涼ユキノ
ユキノ（1997年12月8日 - ）は、日本の女性ファッションモデル、女優、歌手。茨城県出身。セントラルグループ（プロダクション2部）に所属していた。

## 経歴
- 2013年頃から、ビーイングに所属し、2015年に女性ボーカル&ダンスグループ、アイドルグループ「La PomPon」のメンバー&リーダーYUKINOとしてデビュー。
- 同グループが2018年に解散。その後、事務所をセントラルグループに移籍し、涼ユキノ名義で舞台を中心に活動を開始する。
- 2020年12月8日に芸名をユキノとする事を発表した。

## 出演

### テレビドラマ
- 『撃てない警官』（2016年、WOWOW） - 池野亜紀 役（第5話ゲスト）
- 『死役所』（2019年、テレビ朝日） - 死者 役
- 『時効警察はじめました』（2019年、テレビ朝日） - 第4話ゲスト

### 映画
- 『傷だらけの悪魔』（2017年、KADOKAWA） - 山本萌菜 役

### モデル活動
- 『RACo 琉球アジアコレクション』（2015年）
- 『大正大学 公共政策学科のリーフレットモデル』（2019年）